# Preludi i fuga en do major, BWV 846

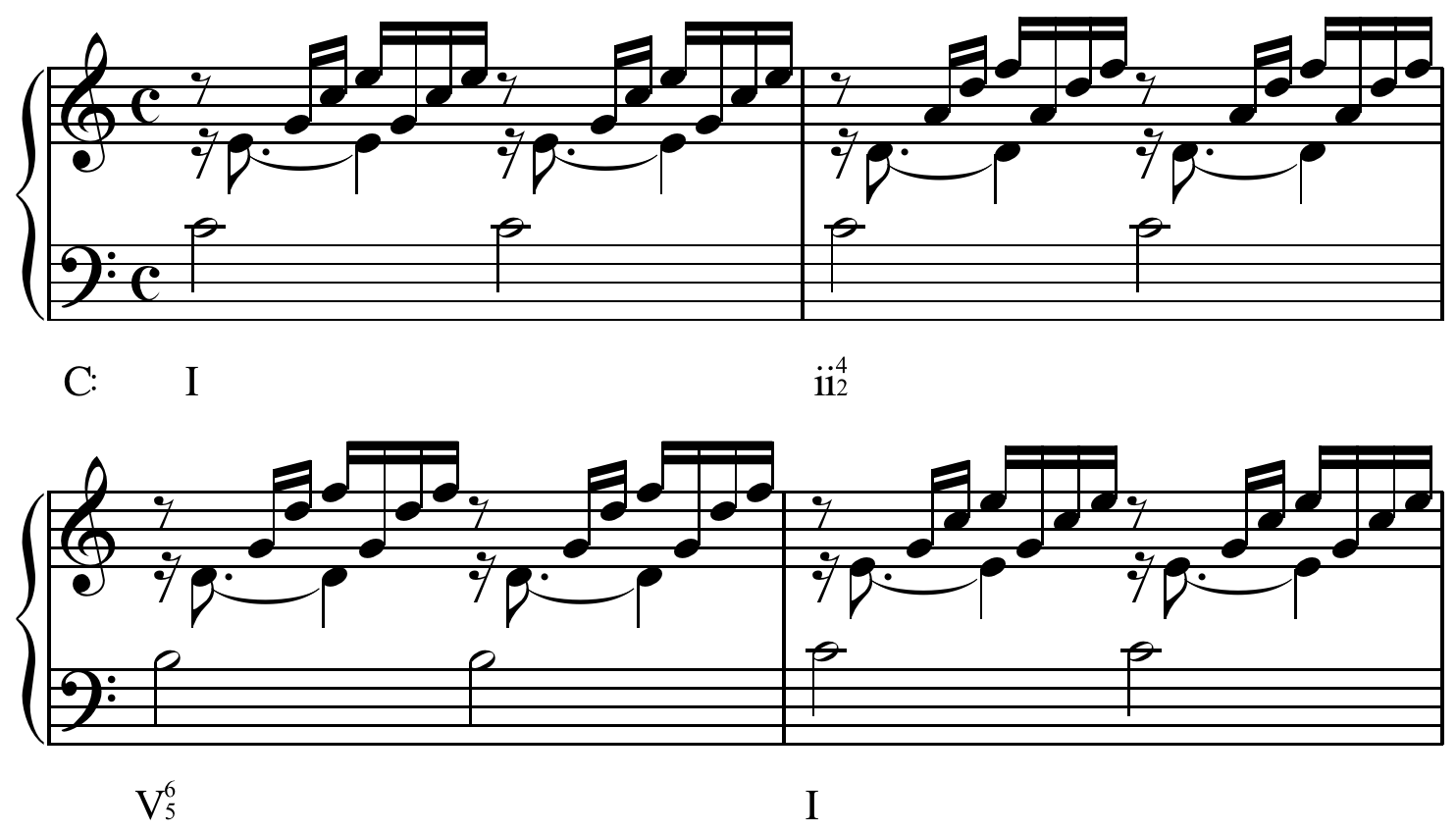
Fragment inicial del Preludi núm. 1 en do major (BWV 846)

El "Preludi i fuga en do major", BWV 846 és la primera parella de preludis i fugues del Llibre I del Teclat ben temperat de Johann Sebastian Bach.
La popularitat del preludi no ha d'amagar la seva perfecció que, malgrat la seva aparent senzillesa, és descendent de diverses reordenaments per part del compositor; és modest en la forma i molt expressiu. La fuga a quatre veus, clàssica, perfecta i majestuosa, és un model de fuga en stretto.

## Preludi
El preludi, en compàs 4/4 (), consta de 35 compassos. Tot el preludi és arpegiat, fet que permet proporcionar amb finalitats expressives un so continuat en un instrument de corda. És el tipus d'expressivitat de l'estil trencat dels clavecinistes francesos del segle xvii. Però si la melodia portava el pes expressiu principal, en aquest cas, en Bach, no hi ha una melodia ben definida. Però si que destaca la seva estructura harmònica, amb les dissonàncies dels acords de sèptima (compassos 8 i 16) que tenen una funció estructural i donen un impuls al canvi de tonalitat. Sota aquests acords arpegiats, Bach amaga una harmonia a cinc veus, en la qual cada cèl·lula consta de quatre compassos; tot i així, en els compassos 21–22 apareix un passatge cromàtic i a partir d'aquí Bach transforma la cèl·lula en tres compassos. Schwencke, sorprès per aquesta anomalia mètrica, havia incorporat un compàs i aparegué publicat en una sèrie d'edicions en el segle XIX. Les obres de Bach van ser intensament copiades pels seus deixebles, i al seu torn aquestes còpies eren copiades per altres. Una d'aquestes còpies manuscrites va ser realitzada per Schwencke, va introduir un compàs completament nou entre el 22 i 23 de la nostra partitura, conegut com a "compàs Schwencke".
Encara que el preludi pràcticament no modula; tanmateix, hi són presents tots els dotze semitons de la gamma cromàtica.
El disseny és simplement un acord arpegiat, encara que d'una manera una mica peculiar. Les dues notes més greus, i les primeres que sonen, es mantenen durant tot el temps que dura l'arpegi. Probablement és una estratègia per aconseguir que el baix tingui una mica més de pes, ja que tractant-se d'un clavecí, el so tendeix a esvair-se ràpidament un cop deixem anar la tecla.

## Fuga
La fugue a quatre veus, en compàs 4/4, consta de 27 compassos. El tema està compost de 14 notes, un número bachià per excel·lència (per exemple, els 14 canons BWV 1087), igual a la suma de les lletres del nom Bach : 14 (b = 2; a = 1; c = 3; h = 8).
Està estructurat en dues seccions, en un dibuix molt segur. Marxa de la tònica, arriba a la sexta (hexacord) i a continuació baixa cap a la tònica amb semicorxeres, accentuant la força continguda en algunes notes.
La fuga, «majestuosa, molt perfecta, molt clàssica, és un model de fugue en stretto». Està clarament organitzada en dues seccions, separades (compàs 14) per una cadència en la menor. A l'exposició, Bach fa un tractament excepcional; ignora les regles de la fuga escolàstica. Els primers canons des del compàs 7, són a la quinta, amb un temps de decalatge.
La segona secció comença amb cànons i dona vida al tema aparentment plàcid. En els quatre darrers compassos, més apaivagat, fa sonar el tema sobre una pedal de tònica, on per primera vegada, la veu de soprano arriba al do agut.
Hi ha experts que consideren que les 24 vegades que entra el tema al llarg de la fuga sembla una discreta al·lusió a les 24 tonalitats que apareixen en aquest primer llibre. La qual cosa explica l'entrada en stretto des del setè compàs. Aquesta constant presència del tema i de la seva resposta elimina, de fet, un contratema estable.

## Antecedents

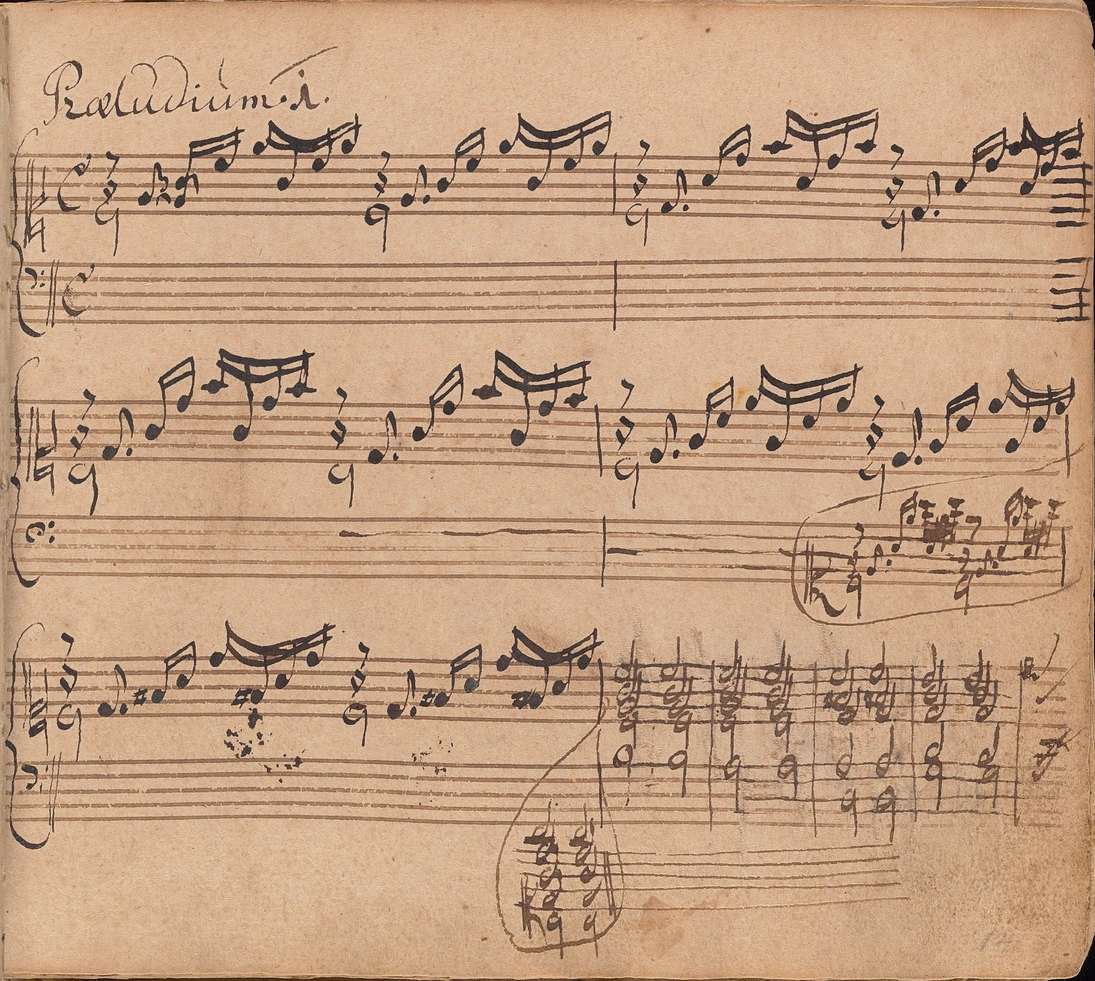
El preludi en do major, tal que apareix en el Klavierbüchlein für Wilhelm Friedemann Bach (1720–1723). En el compàs 6, Bach abandona l'escriptura desenvolupada per elaborar acords de cinc notes (uns altres setze compassos plens d'acords conclouen la peça en la pàgina següent).

La senzillesa aparent del preludi és el fruit d'un treball en tres etapes. Existia una versió anterior més curta (23 compassos) que figura en una còpia de Forkel, on la «melodia» superior no presentava encara al seva forma definitiva. Una altra versió de 27 compassos, apareix en el Klavierbüchlein für Wilhelm Friedemann Bach (núm. 14, primer preludi). Per en la versió definitiva, Bach augmenta la presència de dos pedals de dominant i de tònica després del compàs 23.
El tema primitiu de la fuga tenia la següent estructura rítmica: 
Les notes agudes dels set primers compassos del preludi (mi, fa, fa, mi, la, re, sol), constitueixen les notes essencials del tema..

## Altres versions i referents
El preludi de la suite Clio amb què s'inicia l'obra Musicalischer Parnassus (1738) de Fischer, és molt semblant al dibuix del preludi de Bach.
L'any 1859, Gounod va fer un arrenjament del preludi amb una veu de soprano, sobre el text del Avemaria. Roland de Candé comentà sorprès que «Com podia l'excel·lent Gounod empeltar aquesta fantàstica obra mestra la melodia romàntica tan romàntica del seu "Ave Maria"?».
Théodore Dubois va realitzar una versió per a piano a quatre mans, publicada l'any 1914.
En el preludi del Preludi i fuga en do major, opus 87 (1951), Dmitri Chostakovitch ret un homenatge evident al preludi de Bach. El compositor rus conserva una uniformitat en la textura al llarg de tota la peça, també a cinc veus, però no arpegiat sinó en acords.
L'any 2011 s'estrenà la pel·lícula La dama de ferro i al final s'incorpora aquest preludi en la banda sonora.